# Johann Rudolf von Graffenried
Johann Rudolf von Graffenried (getauft am 6. März 1751 in Bern; † 23. September 1823 in Bern) war ein Schweizer Militärführer aus dem Berner Patriziergeschlecht von Graffenried.

## Leben
Unter seinem Kommando siegten die Berner am 5. März 1798 in der Schlacht von Neuenegg über die zahlenmässig mehrfach überlegenen französischen Truppen unter Brigadegeneral Pigeon, konnten aber nach der gleichentags erlittenen bernischen Niederlage in der Schlacht am Grauholz den Zusammenbruch des Ancien Régime nicht mehr verhindern.
1783 war Johann Rudolf von Graffenried durch seine Eheschliessung mit Rosina Dorothea Elisabeth Stürler, Tochter des Bümplizer Schlossherrn Carl Stürler, in Besitz des Neuen Schlosses Bümpliz gelangt. Nach dem Untergang des Alten Bern verkaufte er es 1799 dem Geschäftsmann und Gerichtsstatthalter Gottlieb Haag.

## Werke
- Abgedrungene Nothwehr des Obersten von Graffenried von Bümpliz und des Alt-Landvogts Engel von Oron, wie auch zur Rechtfertigung der sel. Frau Landvögtin (Elisabeth) Stürler von Buchsee, geborne Fischer, gegen die von Herrn Alt-Landvogt (Nikolaus Bernhard) Stürler unter der Aufschrift: Rechtfertigungs-Memorial, im September 1808, auf eine sträfliche Weise, ausgestreute Schmähschrift Digitalisat
- Einige Anmerkungen über den Bernerschen Militär- und Vertheidigungsstand, 1796
- Nachricht von der Affaire bey Neueneck, 1799